# GPUGrid
GPUGRID è un progetto di calcolo distribuito gestito dal Multiscale Lab di Giovanni de Fabritiis e ospitato presso l'Università Pompeu Fabra, che funziona tramite la piattaforma BOINC. Esso svolge simulazioni di dinamica molecolare di tipo "full-atom", ossia che tengono conto delle interazioni dei singoli atomi delle molecole studiate. Lo scopo del progetto è di migliorare la comprensione delle dinamiche molecolari delle proteine e delle altre molecole, perché i malfunzionamenti di questi meccanismi portano l'organismo a sviluppare le varie patologie.
La richiesta di risorse computazionali risulta essere molto elevata a causa dell'alto numero di variabili considerate. Inizialmente progettate per funzionare sul processore Cell della PlayStation 3, successivamente le applicazioni sono state portate anche sulle schede grafiche Nvidia compatibili con CUDA. Queste ultime infatti sono dotate di GPU con un elevato numero di stream processor e possono perciò eseguire moltissime operazioni contemporaneamente. ACEMD, l'applicazione creata dal Multiscale Lab, può utilizzare file di input provenienti da CHARMM e da AMBER.
Nonostante l'uso delle GPU rimanga la principale risorsa per la ricerca, recentemente è stato introdotto un applicativo per CPU (e solo per sistemi Linux) che va a simulare problemi di chimica quantistica.
Attualmente il progetto conta circa 34000 utenti e 6000 host, per un totale medio giornaliero di 211 TeraFLOPS.

## Esperimenti correnti
Al momento su GPUGrid vengono svolte le seguenti ricerche:
- Simulazione molecolare del recettore della dopamina D2 sotto condizioni di forza ionica a livello fisiologico
- Simulazione molecolare dell'affinità di legame di SH2 e peptide ligando
- Dinamica molecolare pilotata avanti e indietro
- Simulazione molecolare dell'enzima Trioso fosfato isomerasi (concluso)